# Fußballer des Jahres von Portugal
Die Auszeichnung Portugals Fußballer des Jahres wird seit 1970 von verschiedenen Zeitungen und Institutionen vergeben.

## Portugals Fußballer des Jahres
Die Auszeichnung Portugals Fußballer des Jahres wurde 1970 von der Lissabonner Tageszeitung Diário Popular ein- und anschließend vom CNID (Clube Nacional da Imprensa Desportiva), einem 1966 gegründeten Verband portugiesischer Sportjournalisten, fortgeführt. Bis zum Jahr 2000 wurde dabei der beste Fußballspieler portugiesischer Nationalität unabhängig von der Ligazugehörigkeit prämiert. 2017 kehrte die Auszeichnung im Rahmen der vom Portugiesischen Fußballverband (FPF) jährlich veranstalteten Quinas-de-Ouro-Gala zurück. Nach der Saison 2019/20 wurde der Preis getrennt an den besten portugiesischen Fußballer im Ausland und in der heimischen Liga vergeben.

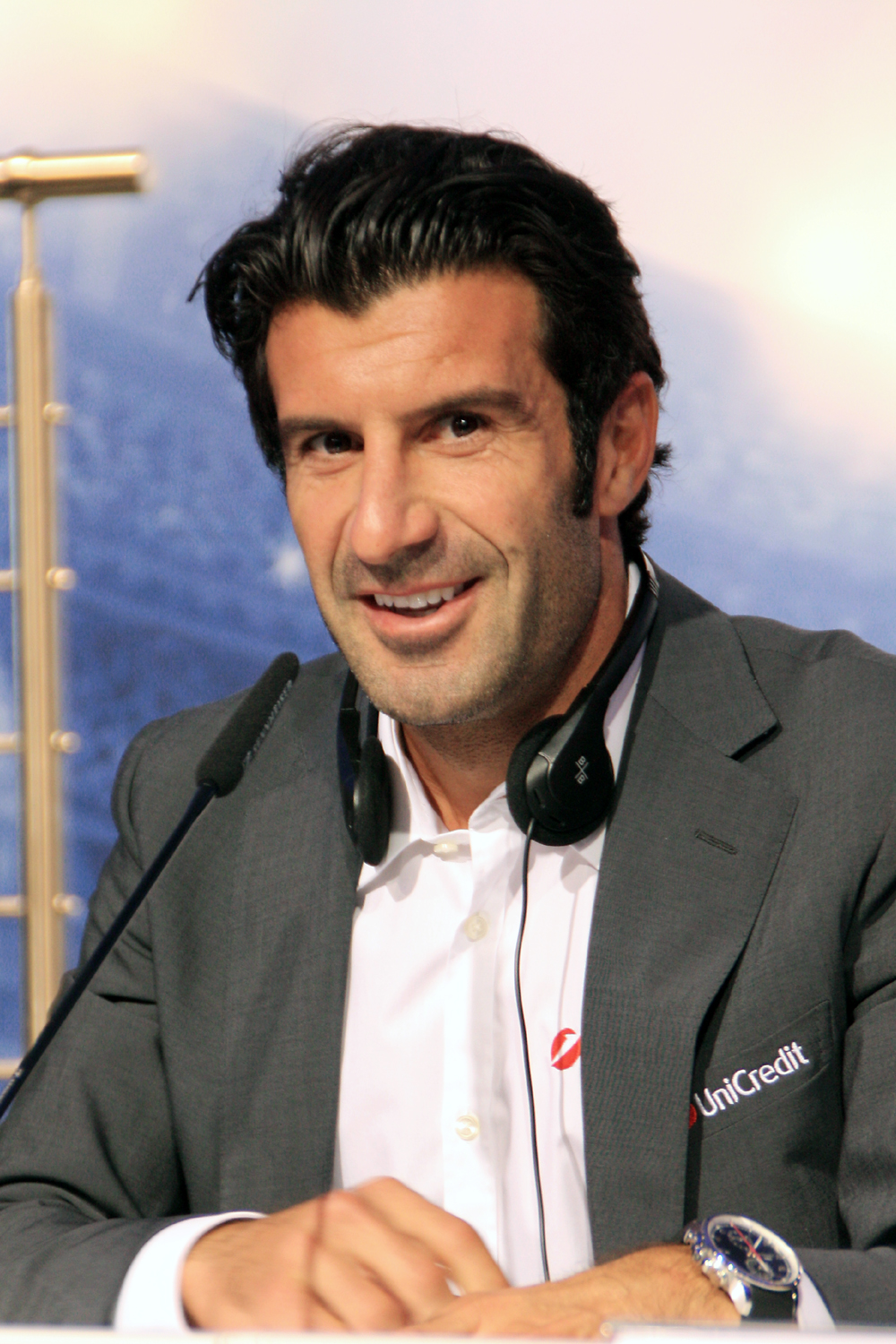
Luís Figo wurde sechsmal zu Portugals Fußballer des Jahres gewählt

| CNID Portugals Fußballer des Jahres | CNID Portugals Fußballer des Jahres | CNID Portugals Fußballer des Jahres | CNID Portugals Fußballer des Jahres |
| Jahr                                | Spieler                             | Verein                              | Quelle                              |
| ----------------------------------- | ----------------------------------- | ----------------------------------- | ----------------------------------- |
| 1970                                | Eusébio                             | Benfica Lissabon                    | [ 1 ]                               |
| 1971                                | Tamagnini Nené                      | Benfica Lissabon                    | [ 1 ]                               |
| 1972                                | Toni                                | Benfica Lissabon                    | [ 1 ]                               |
| 1973                                | Eusébio                             | Benfica Lissabon                    | [ 1 ]                               |
| 1974                                | Humberto Coelho                     | Benfica Lissabon                    | [ 1 ]                               |
| 1975                                | João Alves                          | Boavista Porto                      | [ 1 ]                               |
| 1976                                | Fernando Chalana                    | Benfica Lissabon                    | [ 1 ]                               |
| 1977                                | Manuel Bento                        | Benfica Lissabon                    | [ 1 ]                               |
| 1978                                | António Oliveira                    | FC Porto                            | [ 1 ]                               |
| 1979                                | José Alberto Costa                  | FC Porto                            | [ 1 ]                               |
| 1980                                | Rui Jordão                          | Sporting Lissabon                   | [ 1 ]                               |
| 1981                                | António Oliveira                    | FC Porto                            | [ 1 ]                               |
| 1982                                | António Oliveira                    | FC Porto                            | [ 1 ]                               |
| 1983                                | Fernando Gomes                      | FC Porto                            | [ 1 ]                               |
| 1984                                | Fernando Chalana                    | Benfica Lissabon                    | [ 1 ]                               |
| 1985                                | Carlos Manuel                       | Benfica Lissabon                    | [ 1 ]                               |
| 1986                                | Paulo Futre                         | FC Porto                            | [ 1 ]                               |
| 1987                                | Paulo Futre                         | FC Porto / Atlético Madrid          | [ 1 ]                               |
| 1988                                | Rui Barros                          | FC Porto / Juventus Turin           | [ 1 ]                               |
| 1989                                | Vítor Baía                          | FC Porto                            | [ 1 ]                               |
| 1990                                | Domingos Paciência                  | FC Porto                            | [ 1 ]                               |
| 1991                                | Vítor Baía                          | FC Porto                            | [ 1 ]                               |
| 1992                                | João Pinto                          | Benfica Lissabon                    | [ 1 ]                               |
| 1993                                | João Pinto                          | Benfica Lissabon                    | [ 1 ]                               |
| 1994                                | João Pinto                          | Benfica Lissabon                    | [ 1 ]                               |
| 1995                                | Luís Figo                           | Sporting Lissabon / FC Barcelona    | [ 1 ]                               |
| 1996                                | Luís Figo                           | FC Barcelona                        | [ 1 ]                               |
| 1997                                | Luís Figo                           | FC Barcelona                        | [ 1 ]                               |
| 1998                                | Luís Figo                           | FC Barcelona                        | [ 1 ]                               |
| 1999                                | Luís Figo                           | FC Barcelona                        | [ 1 ]                               |
| 2000                                | Luís Figo                           | FC Barcelona / Real Madrid          | [ 1 ]                               |

| FPF Portugals Fußballer des Jahres | FPF Portugals Fußballer des Jahres | FPF Portugals Fußballer des Jahres | FPF Portugals Fußballer des Jahres |
| Jahr                               | Spieler                            | Verein                             | Quelle                             |
| ---------------------------------- | ---------------------------------- | ---------------------------------- | ---------------------------------- |
| 2016                               | Cristiano Ronaldo                  | Real Madrid                        | [ 2 ]                              |
| 2017                               | Cristiano Ronaldo                  | Real Madrid                        | [ 3 ]                              |
| 2018/19                            | Cristiano Ronaldo                  | Juventus Turin                     | [ 4 ]                              |
| 2019/20                            | Cristiano Ronaldo                  | Juventus Turin                     | [ 5 ]                              |
| 2019/20                            | Pepe                               | FC Porto                           | [ 5 ]                              |

## Primeira Liga Spieler des Jahres
Seit 2001 wurde vom CNID nur noch der beste Spieler der portugiesischen Liga unabhängig von der Nationalität ausgezeichnet. 2006 wurde der Preis erstmals im Rahmen einer alljährlichen Gala des Portugiesischen Ligaverbandes (LPFP) vergeben, bis 2010 wurde der Sieger aber weiterhin durch eine Abstimmung unter den Mitgliedern des CNID ermittelt. Seit 2011 wird die Auszeichnung infolge neuer Sponsoring-Vereinbarungen ausschließlich vom LPFP vergeben.
| Saison  | Nat.        | Spieler          | Verein            | Quelle |
| ------- | ----------- | ---------------- | ----------------- | ------ |
| 2000/01 | Portugal    | Petit            | Boavista Porto    | [ 1 ]  |
| 2001/02 | Brasilien   | Mário Jardel     | Sporting Lissabon | [ 1 ]  |
| 2002/03 | Portugal    | Ricardo Carvalho | FC Porto          | [ 1 ]  |
| 2003/04 | Portugal    | Deco             | FC Porto          | [ 1 ]  |
| 2004/05 | Portugal    | Ricardo Quaresma | FC Porto          | [ 1 ]  |
| 2005/06 | Portugal    | Ricardo Quaresma | FC Porto          | [ 6 ]  |
| 2006/07 | Portugal    | Simão            | Benfica Lissabon  | [ 7 ]  |
| 2007/08 | Argentinien | Lisandro López   | FC Porto          | [ 8 ]  |
| 2008/09 | Portugal    | Bruno Alves      | FC Porto          | [ 9 ]  |
| 2009/10 | Brasilien   | David Luiz       | Benfica Lissabon  | [ 10 ] |
| 2010/11 | Brasilien   | Hulk             | FC Porto          | [ 11 ] |
| 2011/12 | Brasilien   | Hulk             | FC Porto          | [ 12 ] |
| 2012/13 | Serbien     | Nemanja Matić    | Benfica Lissabon  | [ 13 ] |
| 2013/14 | Argentinien | Enzo Pérez       | Benfica Lissabon  | [ 14 ] |
| 2014/15 | Brasilien   | Jonas            | Benfica Lissabon  | [ 15 ] |
| 2015/16 | Brasilien   | Jonas            | Benfica Lissabon  | [ 16 ] |
| 2016/17 | Portugal    | Pizzi            | Benfica Lissabon  | [ 17 ] |
| 2017/18 | Portugal    | Bruno Fernandes  | Sporting Lissabon | [ 18 ] |
| 2018/19 | Portugal    | Bruno Fernandes  | Sporting Lissabon | [ 19 ] |
| 2019/20 | Mexiko      | Jesús Corona     | FC Porto          | [ 20 ] |
| 2020/21 | Uruguay     | Sebastián Coates | Sporting Lissabon | [ 21 ] |
| 2021/22 | Uruguay     | Darwin Núñez     | Benfica Lissabon  | [ 22 ] |
| 2022/23 | Portugal    | Otávio           | FC Porto          | [ 23 ] |

## Portugals Fußballer des Jahres im Ausland
Weil seit 2001 nur noch Spieler der Primeira Liga unabhängig von ihrer Nationalität prämiert wurden, die besten portugiesischen Fußballspieler jedoch in der Regel in stärkeren Ligen wie der Primera División oder Premier League unter Vertrag stehen, führte der CNID im Jahr 2006 eine Auszeichnung für den besten im Ausland spielenden portugiesischen Fußballspieler ein.

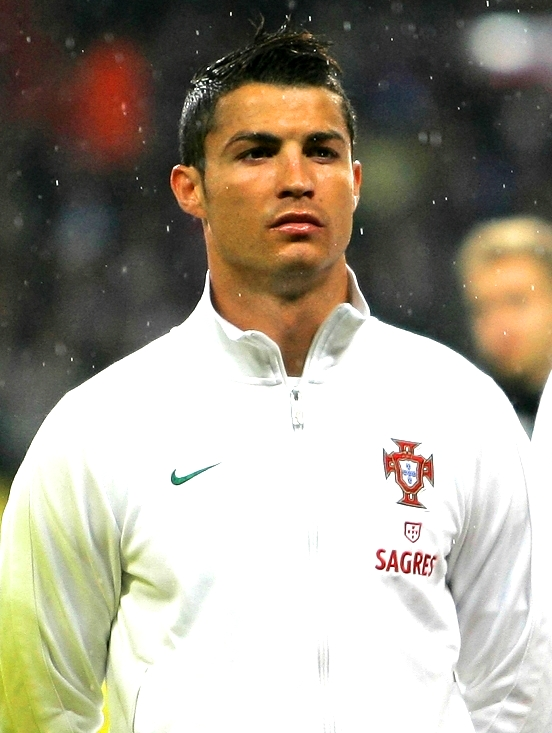
Cristiano Ronaldo gewann zehn Auszeichnungen als bester portugiesischer Spieler im Ausland

| Saison  | Spieler           | Verein            | Quelle |
| ------- | ----------------- | ----------------- | ------ |
| 2005/06 | Deco              | FC Barcelona      | [ 24 ] |
| 2006/07 | Cristiano Ronaldo | Manchester United | [ 24 ] |
| 2007/08 | Cristiano Ronaldo | Manchester United | [ 24 ] |
| 2008/09 | Cristiano Ronaldo | Manchester United | [ 25 ] |
| 2009/10 | Simão             | Atlético Madrid   | [ 26 ] |
| 2010/11 | Cristiano Ronaldo | Real Madrid       | [ 27 ] |
| 2011/12 | Cristiano Ronaldo | Real Madrid       | [ 28 ] |
| 2012/13 | Cristiano Ronaldo | Real Madrid       | [ 29 ] |
| 2013/14 | Pepe              | Real Madrid       | [ 30 ] |
| 2014/15 | Cristiano Ronaldo | Real Madrid       | [ 31 ] |
| 2015/16 | Cristiano Ronaldo | Real Madrid       | [ 32 ] |
| 2016/17 | Cristiano Ronaldo | Real Madrid       | [ 33 ] |
| 2016/17 | Bernardo Silva    | AS Monaco         | [ 33 ] |
| 2017/18 | Cristiano Ronaldo | Real Madrid       | [ 34 ] |
| 2017/18 | Bernardo Silva    | Manchester City   | [ 34 ] |
| 2018/19 | Bernardo Silva    | Manchester City   | [ 35 ] |
| 2021/22 | Diogo Jota        | FC Liverpool      | [ 36 ] |
| 2022/23 | Rafael Leão       | AC Mailand        | [ 37 ] |